# Жине
Жине (фр. Ginai) насеље је и општина у северној Француској у региону Доња Нормандија, у департману Орн која припада префектури Аржантан.
По подацима из 2011. године у општини је живело 85 становника, а густина насељености је износила 9,19 становника/km². Општина се простире на површини од 9,25 km². Налази се на средњој надморској висини од 320 метара (максималној 268 m, а минималној 182 m).

## Демографија
| 1962. | 1968. | 1975. | 1982. | 1990. | 1999. | 2011. |
| ----- | ----- | ----- | ----- | ----- | ----- | ----- |
| 93    | 120   | 103   | 94    | 64    | 87    | 85    |

График промене броја становника у току последњих година